# Luigi Radice
Luigi Radice (ur. 15 stycznia 1935 w Cesano Maderno, zm. 7 grudnia 2018 w Turynie) – włoski piłkarz i trener.
Jako piłkarz Radice grał m.in. w Milanie, Triestinie i Padovie. Z reprezentacją Włoch uczestniczył w mistrzostwach świata w 1962. Z powodu kontuzji musiał przedwcześnie skończyć karierę.
W 1976 roku zdobył z AC Torino mistrzostwo Włoch, pierwsze od 1949. Potem trenował takie kluby jak Milan, Inter Mediolan, AS Roma i AC Fiorentina.